# 柳俊之
柳 俊之（やなぎ としゆき、1947年12月12日 - ）は、北海道出身の元アマチュア野球選手（投手）。

## 来歴・人物
岩見沢東高校を卒業した後、上京し、芝浦工業大学に入学する。大学卒業後は電電北海道に入社する。一時期に若松勉とともにプレーしていた。同チームのエースとして、1971年の第42回都市対抗野球大会の初出場にも貢献した。その年のドラフト会議で西鉄ライオンズから2位指名を受けたがこれを拒否。その後も、社会人野球でプレーし、第45回都市対抗野球大会では、大昭和製紙北海道の補強選手として、出場し、初優勝に貢献した。また、橋戸賞も受賞した。
引退後はNTT北海道の監督を経て、公益財団法人日本野球連盟副会長に就任。2000年に北海道野球協議会を設立し、NPO法人北海道野球協議会の理事長を務める。